# العلاقات الطاجيكستانية الكورية الجنوبية
العلاقات الطاجيكستانية الكورية الجنوبية هي العلاقات الثنائية التي تجمع بين طاجيكستان وكوريا الجنوبية.

## مقارنة بين البلدين
هذه مقارنة عامة ومرجعية للدولتين:
| وجه المقارنة                                              | طاجيكستان                          | كوريا الجنوبية                                                          |
| --------------------------------------------------------- | ---------------------------------- | ----------------------------------------------------------------------- |
| المساحة (كم2)                                             | 143.10 ألف                         | 100.30 ألف                                                              |
| عدد السكان (نسمة)                                         | 8.92 مليون                         | 51.47 مليون                                                             |
| الكثافة السكانية (ن./كم²)                                 | 62.33                              | 513.16                                                                  |
| العاصمة                                                   | دوشنبه                             | سول                                                                     |
| اللغة الرسمية                                             | اللغة الطاجيكية                    | اللغة الكورية                                                           |
| العملة                                                    | ساماني طاجيكي، الروبل الطاجيكستاني | وون كوري جنوبي                                                          |
| الناتج المحلي الإجمالي (بليون دولار)                      | 7.15 مليار                         | 1.53 تريليون                                                            |
| الناتج المحلي الإجمالي (تعادل القوة الشرائية) بليون دولار | 24.03 مليار                        | 1.75 تريليون                                                            |
| الناتج المحلي الإجمالي الاسمي للفرد دولار أمريكي          | 925                                | 27.22 ألف                                                               |
| الناتج المحلي الإجمالي للفرد دولار أمريكي                 | 2.69 ألف                           |                                                                         |
| مؤشر التنمية البشرية                                      | 0.624                              | 0.901                                                                   |
| رمز المكالمات الدولي                                      | +992                               | +82                                                                     |
| رمز الإنترنت                                              | .tj                                | .kr                                                                     |
| المنطقة الزمنية                                           | ت ع م+05:00                        | توقيت كوريا الجنوبية، ت ع م+09:00، آسيا/سيول ‏، ت ع م+08:00، ت ع م+08:30 |

## منظمات دولية مشتركة
يشترك البلدان في عضوية مجموعة من المنظمات الدولية، منها:
| علم المنظمة | اسم المنظمة                        | تاريخ انضمام طاجيكستان | تاريخ انضمام كوريا الجنوبية |
| ----------- | ---------------------------------- | ---------------------- | --------------------------- |
|             | مؤسسة التمويل الدولية              | 2 ديسمبر 1994          | 16 مارس 1964                |
|             | منظمة حظر الأسلحة الكيميائية       | ?                      | ?                           |
|             | يونسكو                             | 6 أبريل 1993           | 14 يونيو 1950               |
|             | الأمم المتحدة                      | 2 مارس 1992            | 17 سبتمبر 1991              |
|             | منظمة الشرطة الجنائية الدولية      | ?                      | ?                           |
|             | البنك الدولي للإنشاء والتعمير      | 4 يونيو 1993           | 26 أغسطس 1955               |
|             | الاتحاد البريدي العالمي            | ?                      | ?                           |
|             | مؤسسة التنمية الدولية              | 4 يونيو 1993           | 18 مايو 1961                |
|             | الفريق المعني برصد الأرض           | ?                      | ?                           |
|             | بنك التنمية الآسيوي                | 1998                   | 1966                        |
|             | وكالة ضمان الاستثمار متعدد الأطراف | 9 ديسمبر 2002          | 12 أبريل 1988               |

## وصلات خارجية
- موقع وزارة الخارجية الكورية الجنوبية